# Lydia Capolicchio
Lydia Capolicchio (* 7. Januar 1964 in Borås) ist eine schwedische Journalistin und Moderatorin.
Die Tochter eines italienischen Vaters und einer slowenischen Mutter betätigte sich als Journalistin diverser Zeitungen und Zeitschriften, ehe sie zum Fernsehen kam und dort als Reporterin und Moderatorin aktiv wurde. 1992 moderierte sie zusammen mit Harald Treutiger den Eurovision Song Contest. Seit den 2000er Jahren ist sie überwiegend als Moderatorin bei Messen und Tagungen zu hören.